# Maurice Mackay
Maurice Mackay (Brievengat (Curaçao), 11 december 1986) is een Nederlands voetballer die als aanvaller speelt. Hij werd geboren op Curaçao en speelde in het seizoen 2004-2005 in totaal negen competitieduels voor het AGOVV Apeldoorn van trainer-coach Jurrie Koolhof. In 2003 kwam hij vanuit de jeugd van SBV Vitesse (1999-2003) in de A1 van AGOVV. In 2014 was hij betrokken bij een massale vechtpartij tussen WSV en Helios en werd hij 18 maanden geschorst.